# Зирихгеран

Зирихгеран во второй половине XIV века

Зирихгеран — даргинско-кубачинское средневековое государственное образование, существовавшее в горном Дагестане в период с VI века по XV век, когда окончательно было поглощено соседним государством Уцмийством Кайтагским.
Советский этнограф, доктор исторических наук Борис Заходер, комментируя сведения, переданные арабским писателем аль-Бакри, о Зирихгеране, отмечает, что у этого средневекового, государственного образования существует и другое наименование — дайркан, которое, осмысляясь как зарахгаран, может быть расшифровано просто как дарганти, самоназвание даргинцев.
Зирихгеран образовался за несколько десятилетий до Арабского вторжения в Дагестан, на территории современного Дахадаевского района республики Дагестан.

## Государственный строй и войска
Главным органом государственной власти был Совет выборных старейшин (Чинне), в распоряжении которых была отборная постоянная дружина воинов - «батирте», живших изолированно от остального населения.

## Религия
Население Зирихгерана исповедовало разные религии. Перед арабским вторжением здесь был распространён зороастризм. На этот счёт наиболее точные и достоверные сведения содержатся в работах ал-Гарнати и ал-Казвини. Оба автора подробно описывали зороастрийский обряд похорон зирихгеранцев и отмечали важное место этой религии в духовной жизни этого народа. После вторжения войск Халифата в Дагестане появилась новая религия — ислам. В результате газийских походов на Зирихгеран Бадр-шамхала с запада и шейха Хасана с востока, центр Зирихгерана, Кубачи принял в 1305 году ислам, хотя зороастризм и христианство ещё продолжали существовать здесь.

## История
Первое упоминание о Зирихгеране дается в связи с событиями середины VI века, когда Ануширван оставил здесь местного правителя в качестве вассала. Это говорит о том, что сам Зирихгеран сформировался раньше этих событий.
Зирихгеран-Кубачи, как экономически наиболее развитая и сильная политическая единица и как крупный центр ремесла, торговли и культуры, включал в себя близлежащие села - небольшие родовые поселки, такие как: Анчибачи, Амузги, Сулевкент, Дацамаже, Дешиже, Муглила, Шири, Шабана-маши, которые культурно, этнически и в хозяйственно-экономическом отношении были тесно взаимосвязаны, а впоследствии - в XI-XIII вв. большинство из них объединилось с ним и образовало крупное для того времени территориально-родовое горное селение - ши.
Зирихгеран пережил вторжения арабов и хазар в VII-VIII веках. Ал-Гарнати упоминает, что 1116 году на язычников Зирихгерана совершился "исламский поход", со стороны или Казикумухского шамхальства или Кайтагского уцмийства, но неудачно. В XIII веке произошло разорительное вторжение монголо-татар, а затем последовали бесперерывные междоусобные войны между Джучидами и Хулагуидами на территории Дагестана, затронувшие Зирихгеран. В начале правления Ахситана II (1251–1281) ширваншахи организовали безуспешный военный поход на территорию Зирихгерана. Отряды Бадр-шамхала с запада и шейха Хасана с востока снова начали газийские походы на Зирихгеран. В середине XIV века Зирихгеран попал под власть Кайтагского уцмийства, но к 1396 году обрёл самостоятельность. В начале XV века Кайтагское уцмийство окончательно присоединило территорию Зирихгерана к себе.

## Занятие
Жители Зирихгерана издавна занимались обработкой металла, выделкой оружия, бронзовых котлов, светильников и других металлических вещей, включая и кольчуги. Ал-Гарнати сообщает, что это их главное занятие, из-за которого они забросили земледелие. Он же добавляет, что кроме жен и детей к этой работе широко привлекаются слуги и военнопленные рабы. Зирихгеран был одним из центров ремесла на территории Дагестана.